# Zimbabwe aux Jeux olympiques d'été de 2012
Le Zimbabwe participe aux Jeux olympiques d'été de 2012 à Londres (Royaume-Uni) du 27 juillet au 12 août de la même année, pour la 12e fois lors de Jeux d'été.

## Athlétisme
Les athlètes du Zimbabwe ont jusqu'ici atteint les minima de qualification dans les épreuves d'athlétisme suivantes (pour chaque épreuve, un pays peut engager trois athlètes à condition qu'ils aient réussi chacun les minima A de qualification, un seul athlète par nation est inscrit sur la liste de départ si seuls les minima B sont réussis),.
Hommes
| Athlète           | Épreuve  | Série    | Série | Quart de finale | Quart de finale | Demi-finale | Demi-finale | Finale   | Finale |
| Athlète           | Épreuve  | Résultat | Rang  | Résultat        | Rang            | Résultat    | Rang        | Résultat | Rang   |
| ----------------- | -------- | -------- | ----- | --------------- | --------------- | ----------- | ----------- | -------- | ------ |
| Wirimai Juwawo    | Marathon | NC       | NC    | NC              | NC              | NC          | NC          | 2:14.9   | 15e    |
| Cuthbert Nyasango | Marathon | NC       | NC    | NC              | NC              | NC          | NC          | 2:12.8   | 7e     |

Femmes
| Athlète         | Épreuve  | Série    | Série | Quart de finale | Quart de finale | Demi-finale | Demi-finale | Finale   | Finale |
| Athlète         | Épreuve  | Résultat | Rang  | Résultat        | Rang            | Résultat    | Rang        | Résultat | Rang   |
| --------------- | -------- | -------- | ----- | --------------- | --------------- | ----------- | ----------- | -------- | ------ |
| Sharon Tavengwa | Marathon | NC       | NC    | NC              | NC              | NC          | NC          | DNF      | -      |

## Aviron
Hommes
| Athlète               | Compétition | Séries        | Séries | Repêchage     | Repêchage | Quarts de finale | Quarts de finale | Demi-finales  | Demi-finales       | Finales       | Finales     |
| Athlète               | Compétition | Temps         | Rang   | Temps         | Rang      | Temps            | Rang             | Temps         | Rang               | Temps         | Rang        |
| --------------------- | ----------- | ------------- | ------ | ------------- | --------- | ---------------- | ---------------- | ------------- | ------------------ | ------------- | ----------- |
| James Fraser-McKenzie | Skiff       | 7 min 16 s 83 | 5e     | 7 min 19 s 85 | 3e        | -                | -                | 7 min 33 s 81 | 3e demi-finale E/F | 7 min 46 s 49 | 6e finale E |

Femmes
| Athlète             | Compétition | Séries        | Séries | Repêchage | Repêchage | Quarts de finale | Quarts de finale | Demi-finales  | Demi-finales        | Finales       | Finales     |
| Athlète             | Compétition | Temps         | Rang   | Temps     | Rang      | Temps            | Rang             | Temps         | Rang                | Temps         | Rang        |
| ------------------- | ----------- | ------------- | ------ | --------- | --------- | ---------------- | ---------------- | ------------- | ------------------- | ------------- | ----------- |
| Micheen Thornycroft | Skiff       | 7 min 47 s 10 | 3e     | –         | –         | 7 min 56 s 66    | 4e               | 7 min 51 s 02 | 1re demi-finale C/D | 8 min 07 s 52 | 2e finale C |

## Natation
| Athlète         | Épreuve       | Séries        | Séries | Demi-finales  | Demi-finales   | Finale        | Finale |
| Athlète         | Épreuve       | Temps         | Rang   | Temps         | Rang           | Temps         | Rang   |
| --------------- | ------------- | ------------- | ------ | ------------- | -------------- | ------------- | ------ |
| Kirsty Coventry | 100 m dos     | 1 min 00 s 24 | 15e    | 1 min 00 s 39 | 14e (éliminée) | –             | –      |
| Kirsty Coventry | 200 m dos     | 2 min 08 s 14 | 3e     | 2 min 08 s 32 | 6e             | 2 min 08 s 18 | 6e     |
| Kirsty Coventry | 200 m 4 nages | 2 min 10 s 51 | 2e     | 2 min 10 s 93 | 8e             | 2 min 11 s 13 | 6e     |

## Triathlon

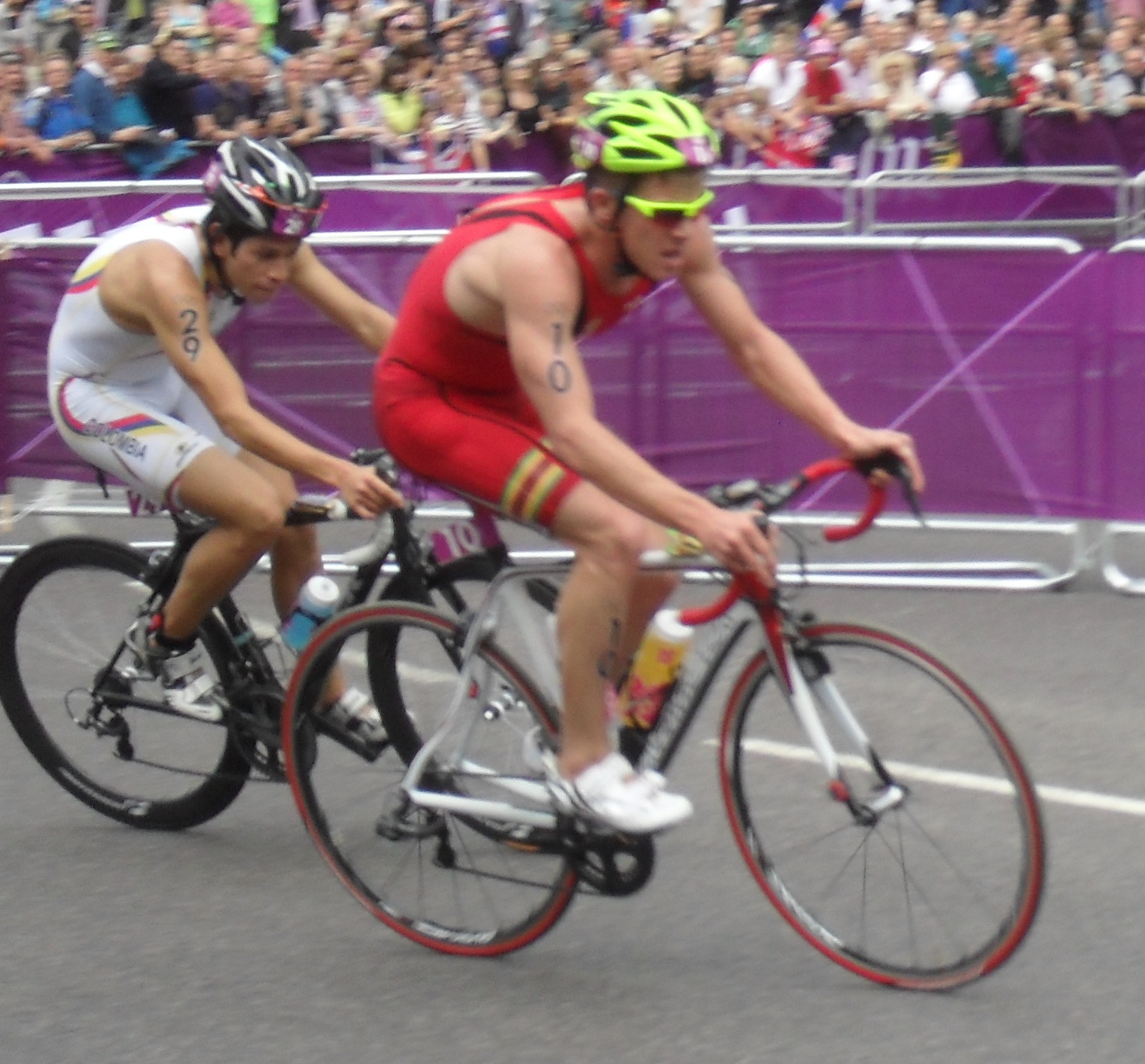
Christopher Felgate, en rouge, lors de son triathlon.

| Athlètes            | Compétition | Natation (1,5 km) | Transition 1 | Vélo (40 km) | Transition 2 | Course (10 km) | Temps           | Résultat |
| ------------------- | ----------- | ----------------- | ------------ | ------------ | ------------ | -------------- | --------------- | -------- |
| Hommes              |             |                   |              |              |              |                |                 |          |
| Christopher Felgate | Hommes      | 18 min 09 s       | 43 s         | 59 min 36 s  | 34 s         | 34 min 51 s    | 1 h 53 min 53 s | 52e      |